# Кюбит
Кюбит (Qubit, q-bit) или квантов бит е единица за квантова информация. За разлика от класическия бит, който може да заема само две стойности, един кюбит може да се намира в квантова суперпозиция от стойности. Кюбитът представлява система от две състояния, описана от вектор в двумерното Хилбертово пространство. Базисните вектори на такава система обикновено се означават с {\displaystyle |0\rangle } и {\displaystyle |1\rangle }. Векторът на състоянието, който описва подобна система, е
{\displaystyle |\psi \rangle =\alpha |0\rangle +e^{i\phi }\beta |1\rangle },
където {\displaystyle \alpha } и {\displaystyle \beta } са комплексни числа, които описват вероятностните амплитуди и са такива, че {\displaystyle |\alpha |^{2}+|\beta |^{2}=1}. Това означава, че състоянието {\displaystyle |\psi \rangle } може да бъде получено по много начини само с вариране на коефициентите {\displaystyle \alpha } и {\displaystyle \beta }.
Ако измерим един кюбит в базиса {\displaystyle {|0\rangle ,|1\rangle }} вероятността резултатът от измерването да е {\displaystyle |0\rangle } e {\displaystyle |\alpha |^{2}} (съответно {\displaystyle |\beta |^{2}} за {\displaystyle |1\rangle }).
Физически един кюбит може да бъде например атом или фотон. Когато за кюбит се използва фотон, информацията най-често се съдържа в поляризацията на фотона. Когато се използват атоми, информацията се записва в електронните състояния. Терминът се среща за пръв път в публикация на Бенджамин Шумахер , който споделя, че го употребил на шега в разговор с колегата си Уилям Уутърз.